# Male Orjule
Male Orjule su, iako množinskog naziva, zapravo jedan otočić u Jadranskom moru. 
Nalaze se istočno od otoka Lošinja i otočića Trasorke.
Najjugoistočnija točka Malih Orjula je rt Cirka.
Najviši vrh : 11 m
Zapadno od ovog otoka je dobro i zaklonjeno sidrište. Istočno od ovog otoka je greben Batelić.